# Astronomía milimétrica

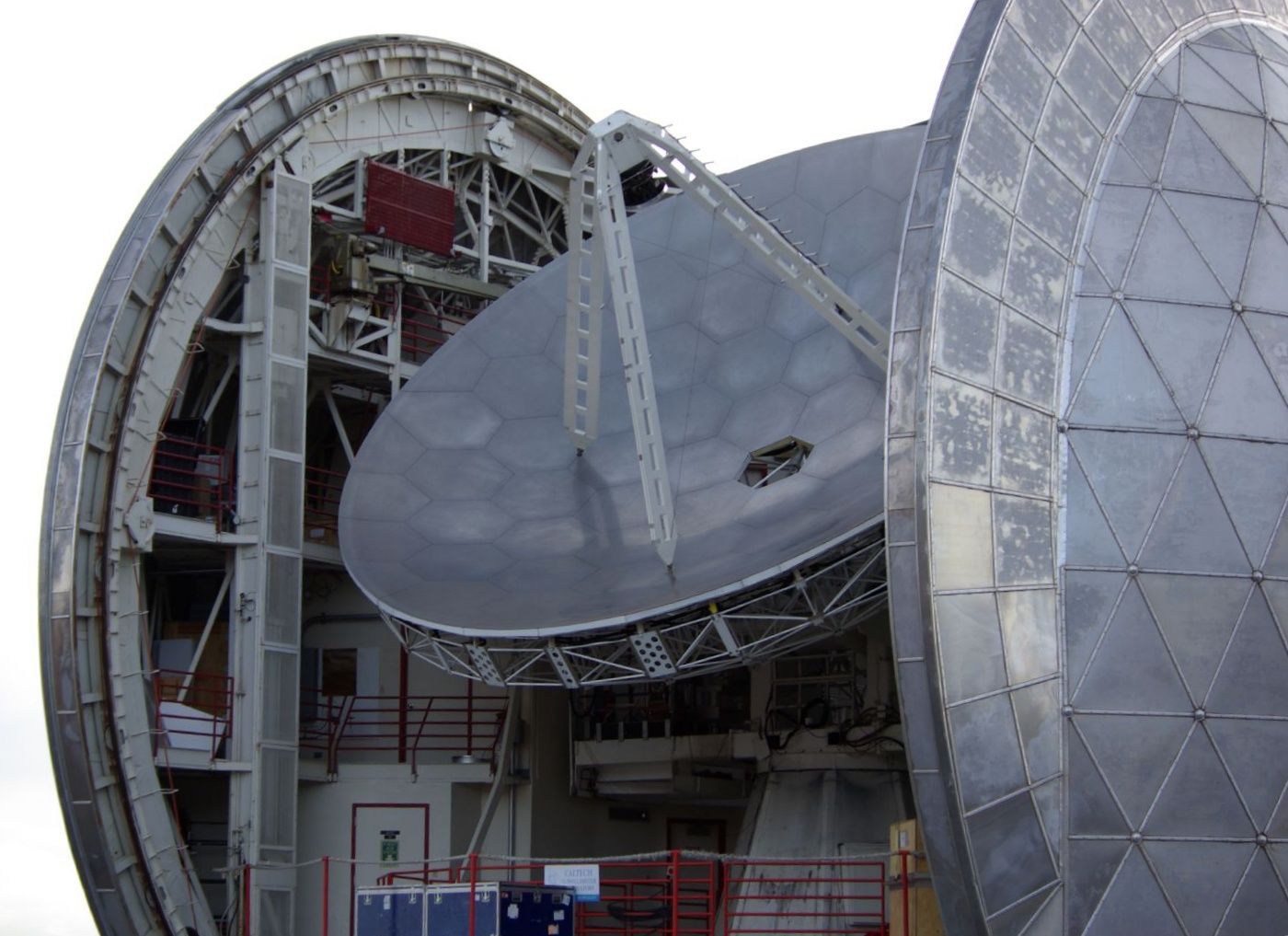
Observatorio milimétrico Caltech, en Mauna Kea, Hawái. Imagen de 2005.

La astronomía milimétrica u observación milimétrica consiste en estudiar longitudes de onda del orden del milímetro con ayuda de radiotelescopios con el fin de recoger información sobre el medio interestelar, así como sobre los objetos que lo constituyen.

## Utilidad
La materia esencial del universo es fría (algunas decenas de grados kelvins: es decir aproximadamente −250 °C), por lo que esa materia no emite luz visible. Tales moléculas de materia emiten una luz solo visible a través de la radiación infrarroja y de las ondas milimétricas. Por eso la utilización de telescopios ópticos no permite descubrir todos los elementos que componen nuestro universo. Esa fue la razón por la que nacieron los radiotelescopios.

## Objetivos
El estudio de las ondas radio, y en este caso preciso de las ondas milimétricas, se inscribe en el marco de la observación espectroscópica, que permite estudiar los diferentes constituyentes de nuestro universo. He aquí sus principales objetivos :
- El estudio del universo joven a través de la observación de galaxias distantes
- El estudio de los jets galácticos
- El estudio de la formación de las estrellas a través de la observación de las nubes moleculares (como la de Orión) y la detección de protoestrellas
- El estudio de la formación de los planetas
- La investigación de exoplanetas por la astrometría
- El estudio del sistema solar sobre la base del estudio del polvo estelar y de las atmósferas de diferentes planetas como Marte y Venus (esta última línea de investigación permitirá por ejemplo hacerse una mejor idea de su dinámica atmosférica o detectar la presencia de agua)

## Instrumentos de observación
Con el fin de llevar a cabo estas investigaciones, los astrónomos disponen dos tipos de radiotelescopios : los normales y los interferométricos (cobertura de varias antenas)
1. Radiotelescopios milimétricos normales
  - Atacama Pathfinder Experiment (APEX)
  - Telescopio Heinrich Hertz (HHSTO)
  - Telescopio James Clerk Maxwell (JCMT)
  - Kitt Peak 12-m telescope (KP12m)
  - Mopra 22-m telescope
  - Nobeyama Radio Observatory 45-m Telescope (NRO 45-m Telscope)
  - Owens Valley Radio Observatory (OVRO)
  - Observatorio IRAM Pico Veleta
  - Swedish-ESO Submillimetre Telescope (SEST)
2. Interferométricos milimétricos
  - Atacama Large Millimeter Array (ALMA)
  - Australia Telescope Compact Array (ATCA)
  - Berkeley Illinois Maryland Array (BIMA)
  - Combined Array for Research in Millimeter-wave Astronomy (CARMA)
  - Nobeyama Millimeter Array (NMA)
  - Owens Valley Radio Observatory (OVRO)
  - Escenario de Bure